# プリンセス オン アイス
『プリンセス オン アイス』は、塀内夏子による日本の漫画。フィギュアスケート女子シングルを題材にした作品で、『BE・LOVE』（講談社）にて、2008年5号から2009年2号まで連載された。コミックスはBE LOVE KC（講談社）から3巻。

## あらすじ
北海道出身の日高まふゆが独学でスケートを学び、全日本選手権女子フギュア選手権に参加。日本女子シングルのトップである鬼束れいに迫るが、衣装が破れるというアクシデントから失格となってしまう。しかし、まふゆは、日本スケート連盟の強化指定選手となり、専属コーチとなった八木沢徹と出会う。八木沢のスパルタのトレーニングに反発しながらも、まふゆは才能を開花させ始め、韓国で開催される東アジア選手権に出場し、トラブルがあったものの結果を残した。
国内では鬼束と並び称されるようになったまふゆは、いつしか八木沢への想いに揺れる。しかし、八木沢は既婚者であった。
鬼束とまふゆはアメリカで開催される世界大会に出場する。

## 書誌情報
- 塀内夏子 『プリンセス オン アイス』 講談社 〈BE LOVE KC〉、全3巻
  1. 2008年11月13日発売 ISBN 978-4-06-319247-6
  2. 2008年12月12日発売 ISBN 978-4-06-319253-7
  3. 2009年3月13日発売 ISBN 978-4-06-319260-5